# Andrea Becker
Andrea Becker (* 6. April 1970 in Saarbrücken) ist eine deutsche Verwaltungsjuristin und politische Beamtin (SPD).
Sie war von 2012 bis 2017 Staatssekretärin im Ministerium für Bildung und Kultur des Saarlandes. Seit 2018 ist sie Vizedirektorin des Saarländischen Landtages.

## Leben
Nach dem Abitur am Ludwigsgymnasium Saarbrücken im Jahr 1989 begann sie ihr Studium der Rechtswissenschaften an der Universität des Saarlandes, welches sie 1994 mit dem ersten Staatsexamen abschloss. Das folgende Rechtsreferendariat absolvierte sie am Saarländischen Oberlandesgericht bis zum zweiten Staatsexamen. Danach nahm die Juristin 1996 ein Studium des Europarechts am Europa-Institut Saarbrücken auf, das sie 1997 mit einem Zertifikat über Europäische Studien beendete. In der Folge war Becker in verschiedenen Positionen beim Verbindungsbüro des Saarlandes bei der Europäischen Union in Brüssel, der Vertretung des Saarlandes beim Bund in Bonn und Berlin, zuletzt als Referatsleiterin für Bundesratskoordinierung, Recht, Vermittlungsausschuss und Untersuchungsausschüsse des Deutschen Bundestages tätig.
Zum 9. Mai 2012 wurde Andrea Becker von Minister Ulrich Commerçon zur Staatssekretärin des saarländischen Ministeriums für Bildung und Kultur im Kabinett Kramp-Karrenbauer II ernannt.
Seit Anfang 2018 bekleidet sie das Amt der Vizedirektorin des Saarländischen Landtages.
Becker ist Mitglied der Sozialdemokratischen Partei Deutschlands.